# 금동용두토수
금동용두토수(金銅龍頭吐首)는 삼성미술관 리움에 있는 통일신라시대의 용머리형의 기와이다. 1984년 8월 6일 대한민국의 보물 제781호로 지정되었다.

## 개요
토수란 지붕의 추녀나 사래 끝이 비바람에 부식되는 것을 막기 위해 끼우는 용머리형의 기와이다.
높이 30.5cm, 길이 35.2cm의 이 토수는 목 부분을 방형으로 절단하고, 그 속을 비워 나무를 끼울 수 있게 하였고, 나무를 고정시키기 위해 못 구멍 좌우에 각각 2개씩 뚫었다. 전체를 도금하였으나 현재는 대부분 탈락되었다.
용은 눈을 크게 부릅뜨고 있으며, 뭉툭한 윗이빨이 아래입술 위로 돌출되어 있다. 코는 짧게 처리했고 약간 불거져 나온 눈동자를 2단으로 만들어 생동감 있게 처리하였다. 눈 위로 돌출된 눈썹은 각을 이루며 끝부분을 뒤쪽으로 흩날리듯 뾰족하게 조각하였다. 이마 정수리에 높게 솟은 뿔은 뒷쪽으로 길게 뻗어가다 끝부분이 앞으로 둥글게 말린 고사리 형태를 하고 있다.
금동용두토수(金銅龍頭吐首)는 안압지 금동제 용두나 경상북도 영주 출토 금동용두보당과 비교하면 사실적인 면이나 역동감이 부족한 느낌이 든다. 세부장식 표현이 생략되었고 코가 짧고 뭉툭하여, 용보다는 거북이 머리에 가깝게 표현된 점에서 통일신라 또는 고려 초기에 만든 것으로 생각된다.

## 참고 자료
- 금동용두토수 - 국가유산청 국가유산포털